# Tratturo Foggia-Ofanto
Il tratturo Foggia-Ofanto è tra i tratturi riportati nella Carta dei tratturi, tratturelli, bracci e riposi del Commissariato per la reintegra dei tratturi di Foggia, anche se figura tra quelli non reintegrati.

## Geografia
Il tracciato del tratturo è in Puglia tra la provincia di Foggia e la provincia di Barletta-Andria-Trani. Il suo percorso coincide in gran parte con la Strada Statale 16 Adriatica.

## Percorso
I territori comunali attraversati dal tratturo sono:
- Puglia
  - Provincia di Foggia
    - Foggia, Carapelle, Orta Nova, Stornara, Cerignola

  - Provincia di Barletta-Andria-Trani
    - San Ferdinando di Puglia, Canosa di Puglia